# 浦島町
浦島町（うらしまちょう）は、神奈川県横浜市神奈川区の町名。丁番を持たない単独町名である。住居表示未実施区域。

## 地理
神奈川区の東部に位置し、西と北に亀住町、東に子安通、南に新浦島町と接している。

## 歴史

### 町名の由来
浦島伝説に因む。

### 沿革
- 1976年（昭和51年）1月18日 - 神奈川通、子安通の各一部から新設[6]。

## 世帯数と人口
2025年（令和7年）6月30日現在（横浜市発表）の世帯数と人口は以下の通りである。
| 町丁   | 世帯数  | 人口    |
| ------ | ------- | ------- |
| 浦島町 | 874世帯 | 1,364人 |

### 人口の変遷
国勢調査による人口の推移。
| 年                 | 人口  |
| ------------------ | ----- |
| 1995年（平成7年）  | 1,428 |
| 2000年（平成12年） | 1,367 |
| 2005年（平成17年） | 1,307 |
| 2010年（平成22年） | 1,313 |
| 2015年（平成27年） | 1,223 |
| 2020年（令和2年）  | 1,287 |

### 世帯数の変遷
国勢調査による世帯数の推移。
| 年                 | 世帯数 |
| ------------------ | ------ |
| 1995年（平成7年）  | 637    |
| 2000年（平成12年） | 668    |
| 2005年（平成17年） | 648    |
| 2010年（平成22年） | 686    |
| 2015年（平成27年） | 676    |
| 2020年（令和2年）  | 767    |

## 学区
市立小・中学校に通う場合、学区は以下の通りとなる（2024年11月時点）。
| 番地 | 小学校               | 中学校               |
| ---- | -------------------- | -------------------- |
| 全域 | 横浜市立神奈川小学校 | 横浜市立浦島丘中学校 |

## 事業所
2021年（令和3年）現在の経済センサス調査による事業所数と従業員数は以下の通りである。
| 町丁   | 事業所数 | 従業員数 |
| ------ | -------- | -------- |
| 浦島町 | 46事業所 | 318人    |

### 事業者数の変遷
経済センサスによる事業所数の推移。
| 年                 | 事業者数 |
| ------------------ | -------- |
| 2016年（平成28年） | 41       |
| 2021年（令和3年）  | 46       |

### 従業員数の変遷
経済センサスによる従業員数の推移。
| 年                 | 従業員数 |
| ------------------ | -------- |
| 2016年（平成28年） | 265      |
| 2021年（令和3年）  | 318      |

## 交通

### 道路
- 国道15号（第一京浜）

## 施設
- まいばすけっと
- 浦島町浜公園

## その他

### 日本郵便
- 郵便番号 : 221-0042[3]（集配局：神奈川郵便局[16]）

### 警察
町内の警察の管轄区域は以下の通りである。
| 番・番地等 | 警察署       | 交番・駐在所 |
| ---------- | ------------ | ------------ |
| 全域       | 神奈川警察署 | 神奈川通交番 |